# Église St Andrew Undershaft
Pour les articles homonymes, voir Église St Andrew.
L'église St Andrew Undershaft est une église anglicane évangélique, située sur la St Mary Axe, dans la Cité de Londres.  

## Histoire
Une première église date du XIIe siècle, elle  a été reconstruite au XIVe siècle et l'édifice actuel est achevé en 1532.  
L'église a résisté au grand incendie de Londres de 1666. 
Actuellement, l'église est administrée depuis l'église St Helen's Bishopsgate.

## Galerie

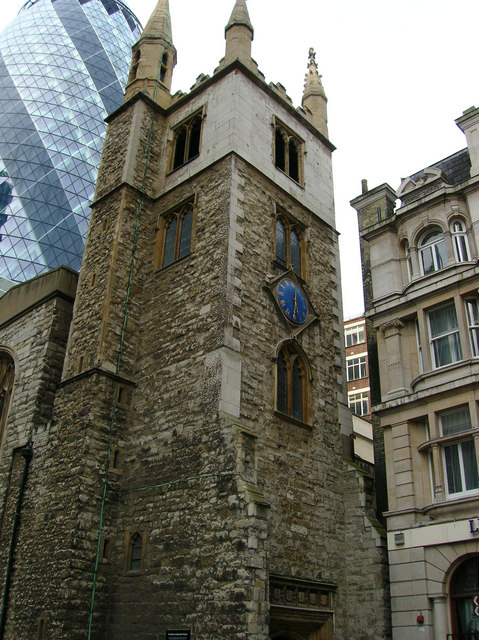
St Andrew Undershaft au pied du 30 St Mary Axe
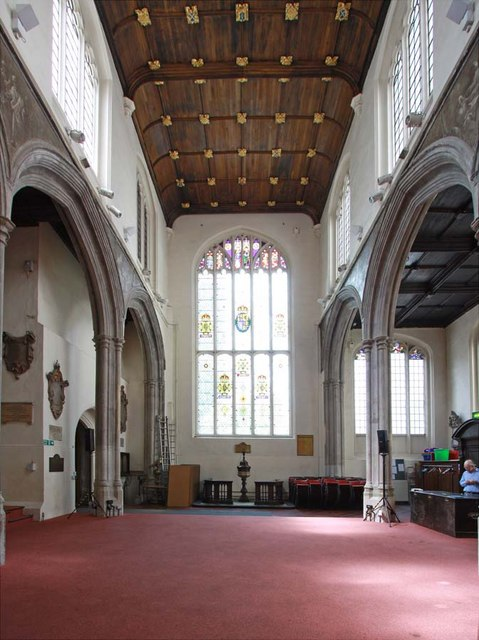
Vue de l'intérieur
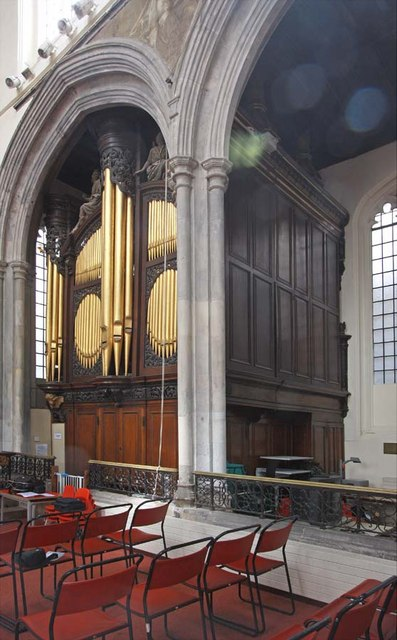
Les orgues.
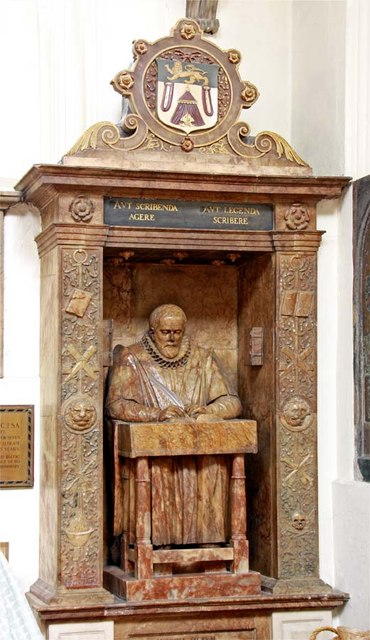
Monument du géographe John Stow.